# Pezet
Paweł Kapliński, właśc. Jan Paweł Kapliński, ps. Pezet (ur. 18 kwietnia 1980 w Warszawie) – polski raper, autor tekstów, osobowość telewizyjna, a także przedsiębiorca. Członek duetów Płomień 81 (z Onarem) i Pezet-NOON oraz kolektywu Obrońcy Tytułu. Prowadzi również solową działalność artystyczną. Właściciel wytwórni muzycznej Koka Beats i firmy odzieżowej Koka. Dwukrotnie nominowany do Fryderyka. Starszy brat Małolata.
Współpracował z takimi wykonawcami, jak Grammatik, Sidney Polak, Eis, 2cztery7, Red, White House, Czarny HIFI, Sokół, Vienio, Pono, Ash, Ten Typ Mes, Wdowa, DJ 600V, O$ka, Eldo, Waco, O.S.T.R., Molesta Ewenement, DonGURALesko, Fokus, Tede, Taco Hemingway, Pih, Chada, PRO8L3M, Peja, Kayah, Lilu, Małpa, Fabri Fibra, Donatan, KęKę, Paluch, Zdechły Osa, Otsochodzi, czy Gibbs.
W 2011 roku został sklasyfikowany na szczycie listy 30 najlepszych polskich raperów według magazynu Machina. Rok później znalazł się na 2. miejscu analogicznej listy opublikowanej przez serwis Porcys.

## Życiorys

### 1998–2002: Początki kariery,Muzyka klasyczna
Kapliński zainteresował się hip-hopem jako nastolatek. We wczesnej młodości nosił on przydomek PZU, co stanowiło akronim od „Paweł z Ursynowa”. Jednakże wkrótce potem pseudonim został skrócony do Pezet. Wraz ze szkolnym kolegą Onarem nagrał pierwszy utwór zatytułowany „Ursynów 99”. Kompozycja ta została wydana na kompilacji Enigma: 0-22 vol. 2. W 1998 roku wraz z Onarem założył grupę Płomień 81, której pierwszy człon powstał na podstawie pomysłu matki Onara, natomiast liczba „81” pochodziła od numeru szkoły podstawowej, gdzie spotykali się młodzi raperzy. Wkrótce potem Marcin Grabski, właściciel wytwórni Asfalt Records zaproponował realizację debiutanckiej wspólnej płyty Pezeta i Onara. 27 sierpnia 1999 roku został wydany album zatytułowany Na zawsze będzie płonął. Pochodzący z tego wydawnictwa utwór „Kim Jestem Pytasz” został następnie wydany na kompilacji Hip-hopowy raport z osiedla, co było wyróżnieniem dla twórców.
Również w 1999 roku Pezet wraz z Onarem zostali zaproszeni przez DJ-a 600V do udziału przy nagrywaniu albumu pt. Szejsetkilovolt. Raperzy wystąpili w utworze pt. „Mieszkam w mieście”. Na kompilacji wystąpił ponadto również Deus, późniejszy członek Płomień 81. W 2000 roku Pezet i Onar niezadowoleni z promocji debiutanckiego album zdecydowali się na podpisanie kontraktu z wytwórnią muzyczną R.R.X. 26 października tego samego roku został wydany drugi album pt. Nasze dni. W nagraniach wystąpili liczni goście m.in. Waco, Stasiak, Fenomen i młodszy brat Pezeta – Małolat. Wkrótce potem Onar i Pezet zdecydowali się na współpracę z innymi twórcami hip-hopowymi. Kapliński podjął współpracę z Eldoką i Dizkretem z którymi założył formację Obrońcy Tytułu, wraz z którą występował podczas festiwali freestyle’owych. Raperzy nagrali m.in. diss na rapera Tede zatytułowany „Gotów na bitwę”, który rozpoczął beef pomiędzy twórcami. Rozwiązanie konfliktu nastąpiło podczas koncertu Bitwa Płocka w 2001 roku, podczas której Obrońcy Tytułu wystąpili przeciwko formacji Gib Gibon Skład wspierającej Tedego, który ostatecznie został zwycięzcą konfrontacji.

### 2002–2007:Muzyka poważna

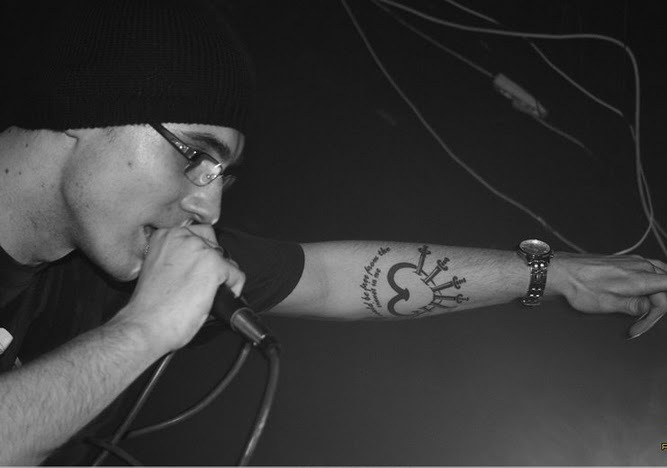
Pezet (2010)

W 2002 roku Pezet wraz z producentem Mikołajem Bugajakiem znanym pod pseudonimem Noon nagrał album Muzyka klasyczna. Gościnnie na wydawnictwie wystąpili Ash, Małolat, Eldo, Fokus i Ten Typ Mes. Wydawnictwo ukazało się nakładem wytwórni T1-Teraz i sprzedało w nakładzie przekraczającym 20 tys. egzemplarzy. W ramach promocji zostały zrealizowane również teledyski do utworów „Re-fleksje”, „Seniorita” i „Bez twarzy”. Po sukcesie wydawnictwa muzycy przystąpili do prac nad kolejnym albumem. 22 kwietnia 2004 został wydany album Muzyka poważna. Wydawnictwo było początkowo zatytułowane „Dowód osobisty” jednakże tuż przed wydaniem tytuł uległ zmianie. Drugi album promowały teledyski do kompozycji „Nie jestem dawno”, „Szósty zmysł” i „W branży”, mimo to nie odniosła spodziewanego sukcesu. Kapliński w tekstach opowiadał o swoich przemyśleniach związanych z młodością, życiowych błędach oraz bliskich mu ludziach. Ponadto na płycie został wydany remiks utworu „Nie jestem dawno” zawierający bezprawnie wykorzystane sample z płyty Mania szybkości heavymetalowej grupy Fatum. Obie strony doszły do ugody mimo zapowiadanego pierwotnie przez muzyków Fatum procesu sądowego.
Również w 2004 roku Pezet wystąpił gościnnie na debiutanckiej płycie perkusisty zespołu T.Love – Sidneya Polaka zatytułowanej Sidney Polak. Raper wystąpił w kompozycjach „Otwieram wino” oraz „Radio WWA”. Następnie w czerwcu został wydany debiutancki album Onara pt. Osobiście. Na płycie ukazał się utwór „04 to już nie 95”, w którym gościnnie wystąpił Pezet. Ponowna współpraca z Onarem przyczyniła się do stworzenia przez nich trzeciego wydawnictwa Płomień 81. 15 października 2005 roku został wydany album Historie z sąsiedztwa. Jednakże na płycie zabrakło trzeciego członka Płomień 81, Deusa. W międzyczasie młodszy brat Pezeta – Małolat został aresztowany pod zarzutem handlu narkotykami. W ramach pomocy bratu, Pezet zorganizował szereg koncertów, którego pomogły w sfinansowaniu kosztów postępowania sądowego. W 2006 roku Pezet rozpoczął współpracę ze stacją telewizyjną Viva Polska, na antenie której prowadził program Rap Fura. Podczas rocznej emisji programu, gośćmi Kaplińskiego byli m.in. Pono, Pjus, Mes, Małolat, Sokół, Onar, Wdowa i Ero.

### 2007–2012:Muzyka rozrywkowaorazMuzyka emocjonalna

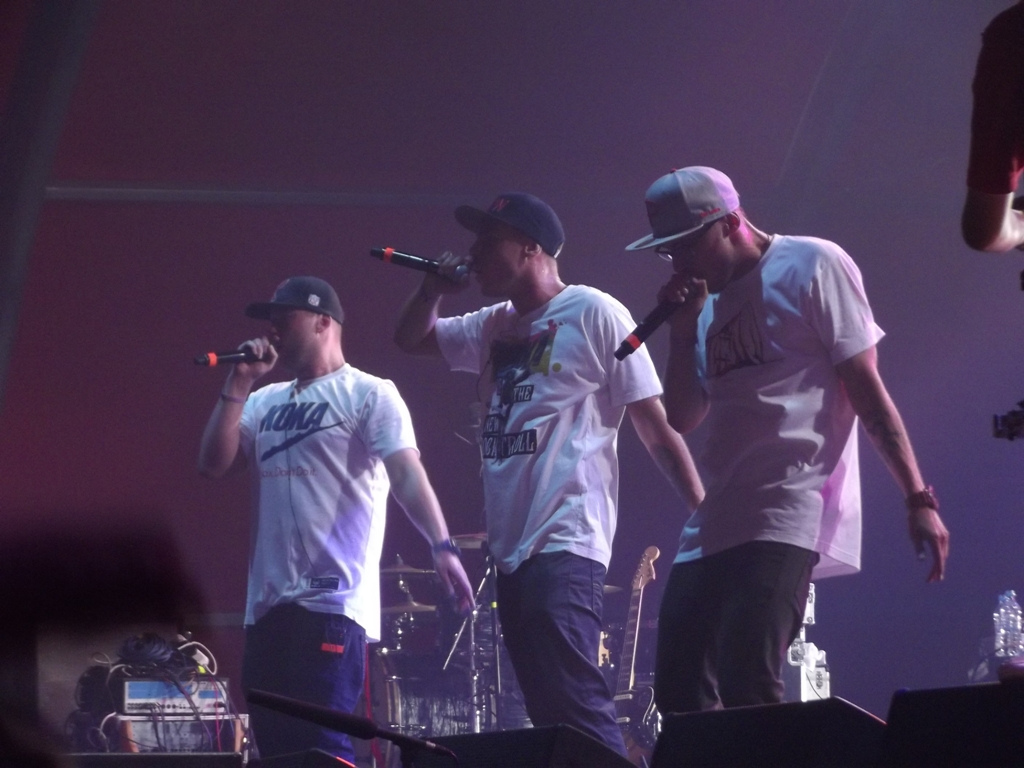
Mormon, Małolat i Pezet, Coke Live Music Festival (2012)

15 października 2007 roku ukazał się debiut solowy Pezeta zatytułowany Muzyka rozrywkowa. Kompozycje na płycie zostały wyprodukowane przez takich twórców jak Szogun, Korzeń i Kociołek. W ramach promocji wydawnictwa zostały zrealizowane teledyski do utworów „Na tym osiedlu” z gościnnym udziałem Onara oraz „Noc i dzień” z udziałem Fame District i Małolata. Następnie w udzielonym wywiadzie Kapliński zaanonsował wydanie płyty wraz z bratem Małolatem. 2 czerwca 2009 roku został wydany drugi album Pezeta zatytułowany Muzyka emocjonalna. Wydawnictwo wydane w nakładzie 5000 egzemplarzy dostępne do nabycia jedynie za pośrednictwem specjalnie w tym celu stworzonej strony, która następnie przestała istnieć. Gościnnie na płycie wystąpili Małolat i Lilu. W wywiadzie 1 lutego 2010 Kapliński zapowiedział pierwszego gościa z nadchodzącej płyty, którą nagrywa wspólnie ze swoim bratem Małolatem. Gościem tym był włoski raper – Fabri Fibra.
2 października 2010 ukazał się wspólny album braci Kaplińskich pt. Dziś w moim mieście. Oprócz włoskiego muzyka, wystąpili także polscy artyści: grupa Molesta Ewenement, Grizzli z EastWest Rockers, VNM czy raper Małpa. Płyta zadebiutowała na 5. miejscu notowania OLiS. 19 sierpnia 2011 roku ukazał się singel „Co mam powiedzieć” zwiastujący kolejny solowy album Pezeta pt. Radio Pezet. Do piosenki powstał także teledysk zrealizowany przez zespół producencki 2 DajREKTORS. Drugi singel pt. „Noc jest dla mnie” z gościnnym udziałem Fokusa ukazał się 16 grudnia tego samego roku. Premiera wyprodukowanej w większości przez Sidneya Polaka płyty uległa wielomiesięcznemu opóźnieniu z niepodanych do publicznej wiadomości przyczyn. W międzyczasie, 5 lipca 2012 roku ukazał się pierwszy album koncertowy rapera pt. Live in 1500m2, ponownie zrealizowany wraz z udziałem Małolata. Na albumie znalazły się utwory z poprzedniej wspólnej płyty braci Kaplińskich, a także nagrania z solowego repertuaru Pezeta. Na płycie wystąpił tylko jeden gość – elbląski raper VNM. Album promowany był teledyskiem „Jestem sam”. 17 sierpnia odbyła się premiera trzeciego singla „Supergirl”, promującego ostatecznie zatytułowany album Radio Pezet. Produkcja Sidney Polak. Natomiast premiera trzeciej w katalogu Koka Beats płyty została wyznaczona na 4 września 2012 roku.

### 2012–2019:Radio Pezetoraz przerwa w karierze
Album zadebiutował na 2. miejscu OLiS i rozszedł się w ponad 15 000 kopii. Po premierze płyty Sidney Polak udzielił wywiadu dla radia Roxy FM, gdzie zarzucił raperowi brak profesjonalizmu, kłamstwa i niesłowność, głównie w kwestii warunków ich współpracy. Oznajmił również, że artysta zawalał sesje nagraniowe przez problemy z alkoholem, reklamowanie produktów w tekstach oraz zerwanie znajomości z Kamilem Bednarkiem przez obawę o opinie środowiska hip-hopowego. Pezet odparł wszystkie zarzuty, oznajmiając, że są one nieprawdziwe, nierzetelne i pomawiające, dodając, że Sidney chce zwrócić tylko na siebie uwagę. W 2013 Pezet udzielił wywiadu dla czasopisma „Przekrój”, gdzie wypowiedział się na temat swoich problemów zdrowotnych z kręgosłupem, artyście grozi kalectwo. W 2012 roku raper przez powody zdrowotne odwołał swoją trasę koncertową promującą najnowszą płytę. 7 maja 2013 roku wydaje singiel pt. „Ostatni Track” a media obiegły informacje o jego prawdopodobnym końcu kariery. Po trzech latach raper wrócił z utworem „Co jest ze mną nie tak”, nagrywając go wraz z Czarnym HIFI, promując film pt. „Kamper”. Następnie wrócił po 4 latach do koncertowania, występując na imprezie w Białymstoku. Pezet w wywiadzie dla Gazety Wyborczej zapowiedział, że wraz z Auerem pracuje nad nową płytą, która będzie jego ostatnim albumem w karierze. 13 grudnia 2016 roku raper wydaje pierwszy singiel z zapowiedzianej płyty pt. „Nie zobaczysz łez” początkowo tylko w serwisie Tidal, a 19 stycznia 2017 udostępniony do darmowego odsłuchu. Singiel rozszedł się w ponad 10 000 kopii zdobywając status złotej płyty, oraz dobił do 1. miejsca stacji Hip-hop.tv na platformie Eska TV. 5 lipca 2017 w ramach reedycji albumu Dziś w moim mieście powstał nowy utwór nagrany wraz z bratem rapera Małolatem pt. „Pragniesz”. 10 lipca 2017 w wywiadzie dla newonce.com raper poinformował, że pracę nad nowym albumem zostały wstrzymane. W czerwcu 2018 Pezet wystąpił na koncercie H&M Music, na którym został zaprezentowany nowy utwór pt. „Nauczysz się czekać” prawdopodobnie pochodzący z nadchodzącej płyty tego artysty.

### Od 2019:Muzyka współczesna
13 czerwca 2019 roku ukazał się singiel pt. „Obrazy Pollocka” który zapowiedział album Muzyka współczesna z zaplanowaną premierą na 27 września 2019 roku. Wraz z klipem ruszyła przedsprzedaż płyty. Po zaplanowanej na 27 września premierze Muzyka Współczesna pokryła się platyną, po sprzedaniu ponad 30 tys. płyt. 19 grudnia odbył się, jak na tamten moment, jedyny planowy koncert z serii Muzyki współczesnej na Hali Torwar. Po wyprzedaniu wcześniej wymienionej hali Pezet podjął się trasy koncertowej Magenta Tour, jednak przez epidemię koronawirusa do skutku doszły jedynie koncerty w Katowicach (MCK Katowice) i Gdyni (Gdynia Arena). W 2020 roku Pezet powrócił wraz z Onarem jako Płomień 81.

### Aktywności pozamuzyczne
Był prezenterem programu Rap Fura emitowanego przez stację telewizyjną Viva. Wystąpił również gościnnie w serialu telewizyjnym Kryminalni (TVN). Od 2013 roku na antenie stacji rbl.tv wraz z Rafałem Groblem prowadzi audycję Muzyka Nowoczesna.

## Dyskografia

### Albumy studyjne
| Rok  | Album | Pozycja na liście | Sprzedaż        | Certyfikat                 |
| Rok  | Album | POL               | Sprzedaż        | Certyfikat                 |
| ---- | --- | ----------------- | --------------- | -------------------------- |
| 2002 | Muzyka klasyczna (oraz Noon) - Data: 5 kwietnia 2002 - Wydawca: T1-Teraz - Format: CD, LP, kaseta                     | 10                | - POL: 24 000+  |                            |
| 2004 | Muzyka poważna (oraz Noon) - Data: 22 kwietnia 2004 - Wydawca: EmbargoNagrania - Format: CD, LP                       | 3                 | - POL: 10 000+  |                            |
| 2007 | Muzyka rozrywkowa - Data: 15 października 2007 - Wydawca: Konkret Promo - Format: CD, LP                              | 5                 | - POL: 30 000+  | - ZPAV: platynowa płyta    |
| 2009 | Muzyka emocjonalna - Data: 2 czerwca 2009 - Wydawca: Future Mind - Format: CD, digital download                       | 6                 | - POL: 5 000    |                            |
| 2012 | Radio Pezet. Produkcja Sidney Polak - Data: 4 września 2012 - Wydawca: Koka Beats, EMI - Format: CD, digital download | 2                 | - POL: 15 000+  | - ZPAV: złota płyta        |
| 2019 | Muzyka współczesna - Data: 27 września 2019 - Wydawca: Koka Beats - Format: CD, kaseta, digital download              | 1                 | - POL: 150 000+ | - ZPAV: diamentowa płyta   |
| 2022 | Muzyka komercyjna - Data: 30 września 2022 - Wydawca: Koka Beats - Format: CD, digital download                       | 1                 | - POL: 60 000+  | - ZPAV: 2× platynowa płyta |

### Albumy kolaboracyjne
| Rok                                                     | Album | Pozycja na liście | Sprzedaż       | Certyfikat          |
| Rok                                                     | Album | POL               | Sprzedaż       | Certyfikat          |
| ------------------------------------------------------- | --- | ----------------- | -------------- | ------------------- |
| 2010                                                    | Dziś w moim mieście (oraz Małolat) - Data: 1 października 2010 - Wydawca: Koka Beats, Fonografika - Format: CD, LP, digital download | 5                 | - POL: 15 000+ | - ZPAV: złota płyta |
| „–” oznacza, że album nie był notowany na danej liście. | |                   |                |                     |

### Albumy kompilacyjne
| Rok  | Album                                                                                      |
| ---- | ------------------------------------------------------------------------------------------ |
| 2005 | Instrumentale (oraz Noon) - Data: październik 2005 - Wydawca: EmbargoNagrania - Format: LP |

### Albumy koncertowe
| Rok  | Album | Pozycja na liście |
| Rok  | Album | POL               |
| ---- | --- | ----------------- |
| 2012 | Live in 1500m2 (oraz Małolat) - Data: 5 lipca 2012 - Wydawca: Koka Beats, EMI - Format: CD, digital download | 28                |

### Minialbumy
| Rok  | Album                                                                                    | Pozycja na liście | Sprzedaż       | Certyfikat          |
| Rok  | Album                                                                                    | POL               | Sprzedaż       | Certyfikat          |
| ---- | ---------------------------------------------------------------------------------------- | ----------------- | -------------- | ------------------- |
| 2023 | Abstrakt EP - Data: 15 grudnia 2023 - Wydawca: Koka Beats - Format: CD, digital download | 2                 | - POL: 15 000+ | - ZPAV: złota płyta |

### Single
| Rok | Tytuł                                        | Pozycja na liście | Pozycja na liście | Pozycja na liście | Pozycja na liście | Pozycja na liście | Certyfikat                 | Album                                |
| Rok | Tytuł                                        | LP3               | SLiP              | 30Ton             | Eska              | PiK               | Certyfikat                 | Album                                |
| --- | -------------------------------------------- | ----------------- | ----------------- | ----------------- | ----------------- | ----------------- | -------------------------- | ------------------------------------ |
| 2002 | „Re-fleksje” (oraz Noon)                     | –                 | 7                 | 20                | X                 | –                 |                            | Muzyka klasyczna                     |
| 2002 | „Seniorita” (oraz Noon)                      | –                 | 6                 | 21                | X                 | –                 |                            | Muzyka klasyczna                     |
| 2002 | „Bez twarzy”                                 | –                 | 10                | –                 | X                 | –                 |                            | Muzyka klasyczna                     |
| 2004 | „Szósty zmysł” (oraz Noon)                   | –                 | 5                 | –                 | X                 | –                 |                            | Muzyka poważna                       |
| 2004 | „Nie jestem dawno” (oraz Noon)               | –                 | 3                 | 5                 | X                 | 25                |                            | Muzyka poważna                       |
| 2004 | „W branży” (oraz Noon)                       | –                 | 31                | –                 | X                 | –                 |                            | Muzyka poważna                       |
| 2007 | „W moim świecie”                             | –                 | –                 | X                 | X                 | –                 |                            | Singel niealbumowy                   |
| 2007 | „Noc i dzień” (gośc. Małolat, Fame District) | –                 | –                 | X                 | X                 | –                 | - ZPAV: złota płyta        | Muzyka rozrywkowa                    |
| 2007 | „Gdyby miało nie być jutra”                  | –                 | –                 | X                 | X                 | –                 | - ZPAV: 2× platynowa płyta | Muzyka rozrywkowa                    |
| 2010 | „Nagapiłem się” (oraz Małolat; gośc. Małpa)  | –                 | –                 | X                 | –                 | –                 | - ZPAV: złota płyta        | Dziś w moim mieście                  |
| 2011 | „Co mam powiedzieć”                          | 31                | 24                | X                 | –                 | –                 |                            | Radio Pezet. Produkcja Sidney Polak  |
| 2011 | „Noc jest dla mnie” (oraz Fokus)             | –                 | –                 | X                 | –                 | –                 |                            | Radio Pezet. Produkcja Sidney Polak  |
| 2012 | „Supergirl”                                  | –                 | –                 | X                 | –                 | –                 |                            | Radio Pezet. Produkcja Sidney Polak  |
| 2013 | „Ostatni Track”                              | –                 | –                 | X                 | –                 | –                 |                            | Singel niealbumowy                   |
| 2017 | „Nie zobaczysz łez”                          | –                 | –                 | X                 | 1                 | –                 | - ZPAV: złota płyta        | Muzyka współczesna                   |
| 2018 | „Pragniesz”                                  | –                 | –                 | X                 | –                 | –                 |                            | Singel niealbumowy                   |
| 2018 | „Piroman”                                    | –                 | –                 | X                 | –                 | –                 | - ZPAV: 3× platynowa płyta | Muzyka współczesna                   |
| 2018 | „Droga”                                      | –                 | –                 | X                 | –                 | –                 | - ZPAV: platynowa płyta    | Soundtrack do serialu Kropla prawdy  |
| 2018 | „Kartel”                                     | –                 | –                 | X                 | –                 | –                 |                            | Soundtrack do serialu Narcos: Meksyk |
| 2019 | „Obrazy Pollocka”                            | –                 | –                 | X                 | –                 | –                 | - ZPAV: platynowa płyta    | Muzyka współczesna                   |
| 2019 | „Intro”                                      | –                 | –                 | X                 | –                 | –                 | - ZPAV: platynowa płyta    | Muzyka współczesna                   |
| 2019 | „Gorzka woda”                                | –                 | –                 | X                 | –                 | –                 | - ZPAV: złota płyta        | Muzyka współczesna                   |
| 2019 | „98”                                         | –                 | –                 | X                 | –                 | –                 | - ZPAV: złota płyta        | Muzyka współczesna Extended          |
| 2020 | „Magenta”                                    | X                 | –                 | X                 | –                 | –                 | - ZPAV: diamentowa płyta   | Muzyka współczesna                   |
| 2020 | „Zonda”                                      | X                 | –                 | X                 | –                 | –                 | - ZPAV: platynowa płyta    | Muzyka współczesna Extended          |
| 2020 | „Nisko jest niebo” (gościnnie: Kayah)        | X                 | –                 | X                 | –                 | –                 | - ZPAV: 3× platynowa płyta | Muzyka współczesna Extended          |
| 2021 | „Broniewski”                                 | X                 | –                 | X                 | –                 | –                 | - ZPAV: złota płyta        | Muzyka współczesna Extended          |
| 2022 | „Mewa”                                       | X                 | –                 | X                 | –                 | –                 | - ZPAV: złota płyta        | Muzyka komercyjna                    |
| 2022 | „Gangi w LA”                                 | X                 | –                 | X                 | –                 | –                 | - ZPAV: złota płyta        | Muzyka komercyjna                    |
| 2023 | „Stary Pezet (klasyczny)”                    | X                 | –                 | X                 | –                 | –                 |                            | Abstrakt EP                          |
| 2023 | „Tokyo (współczesny)”                        | X                 | –                 | X                 | –                 | –                 | - ZPAV: platynowa płyta    | Abstrakt EP                          |
| „–” oznacza, że singel nie był notowany na danej liście. „X” oznacza, że lista nie istniała w danym okresie. |                                              |                   |                   |                   |                   |                   |                            |                                      |

### Inne notowane lub certyfikowane utwory
| Rok | Tytuł                                                                         | Pozycja na liście | Pozycja na liście | Pozycja na liście | Pozycja na liście | Pozycja na liście | Certyfikat               | Album                              |
| Rok | Tytuł                                                                         | POL               | LP3               | SLiP              | 30Ton             | PiK               | Certyfikat               | Album                              |
| --- | ----------------------------------------------------------------------------- | ----------------- | ----------------- | ----------------- | ----------------- | ----------------- | ------------------------ | ---------------------------------- |
| 2003 | „Oczy otwarte” (oraz White House)                                             | –                 | –                 | 17                | –                 | –                 |                          | Kodex                              |
| 2004 | „Otwieram wino” (oraz Sidney Polak)                                           | 72                | 10                | 1                 | 15                | 30                |                          | Sidney Polak                       |
| 2005 | „U ciebie w mieście 2” (oraz Vienio, O.S.T.R., Ero, Foster, Pelson, Lil' Dap) | –                 | –                 | 47                | –                 | –                 |                          | U ciebie w mieście 2               |
| 2005 | „Kilka lat później” (Praktik; gośc. Pezet, Ten Typ Mes)                       | –                 | –                 | 29                | –                 | –                 |                          | Dobra częstotliwość                |
| 2007 | „Lubię”                                                                       | –                 | –                 | –                 | X                 | –                 | - ZPAV: złota płyta      | Muzyka rozrywkowa                  |
| 2007 | „Niegrzeczna” (gośc. Wdowa)                                                   | –                 | –                 | –                 | X                 | –                 | - ZPAV: złota płyta      | Muzyka rozrywkowa                  |
| 2009 | „Spadam”                                                                      | –                 | –                 | –                 | X                 | –                 | - ZPAV: złota płyta      | Muzyka emocjonalna                 |
| 2016 | „Co jest ze mną nie tak” (oraz Czarny HIFI)                                   | –                 | –                 | –                 | X                 | –                 | - ZPAV: platynowa płyta  | Soundtrack do filmu Kamper         |
| 2019 | „Dom”                                                                         | –                 | –                 | –                 | X                 | –                 | - ZPAV: platynowa płyta  | Muzyka współczesna                 |
| 2019 | „Nauczysz się czekać”                                                         | –                 | –                 | –                 | X                 | –                 | - ZPAV: platynowa płyta  | Muzyka współczesna                 |
| 2019 | „Gorzka woda” (gośc. Sokół, KęKę, Paluch, Ten Typ Mes)                        | –                 | –                 | –                 | X                 | –                 | - ZPAV: platynowa płyta  | Muzyka współczesna (edycja deluxe) |
| 2021 | „NASCAR” (PRO8L3M; gośc. CatchUp, Pezet)                                      | –                 | X                 | –                 | X                 | –                 | - ZPAV: złota płyta      | Fight Club                         |
| 2022 | „Miłość na sprzedaż” (gośc. Gibbs)                                            | –                 | X                 | –                 | X                 | –                 | - ZPAV: złota płyta      | Muzyka komercyjna                  |
| 2022 | „Zszedłem ze sceny”                                                           | –                 | X                 | –                 | X                 | –                 | - ZPAV: platynowa płyta  | Muzyka komercyjna                  |
| 2022 | „Business Class” (gośc. Avi, Paluch)                                          | –                 | X                 | –                 | X                 | –                 | - ZPAV: złota płyta      | Muzyka komercyjna                  |
| 2022 | „Nikogo nie kocham” (gośc. EMAS)                                              | –                 | X                 | –                 | X                 | –                 | - ZPAV: platynowa płyta  | Muzyka komercyjna                  |
| 2022 | „Daddy Issues” (gośc. Kukon, Vae Vistic)                                      | –                 | X                 | –                 | X                 | –                 | - ZPAV: złota płyta      | Muzyka komercyjna                  |
| 2022 | „Tyrmand i Hłasko” (gośc. Sokół)                                              | –                 | X                 | –                 | X                 | –                 | - ZPAV: złota płyta      | Muzyka komercyjna                  |
| 2022 | „Pierwszy człowiek na Księżycu”                                               | –                 | X                 | –                 | X                 | –                 | - ZPAV: złota płyta      | Muzyka komercyjna                  |
| 2022 | „Dom nad wodą”                                                                | 2                 | X                 | 4                 | X                 | –                 | - ZPAV: diamentowa płyta | Muzyka komercyjna (edycja deluxe)  |
| 2024 | „022” (Louis Villain; gośc. Pezet)                                            | –                 | –                 | –                 | X                 | –                 | - ZPAV: złota płyta      | Maestro                            |
| „–” oznacza, że singel nie był notowany na danej liście. „X” oznacza, że lista nie istniała w danym okresie. |                                                                               |                   |                   |                   |                   |                   |                          |                                    |

### Kompilacje różnych wykonawców
| Rok  | Album                                 | Utwór | Źródło  |
| ---- | ------------------------------------- | --- | ------- |
| 2001 | Blokersi                              | Pezet, Małolat – „Nie mogę przestać” Red, Pezet, Eis – „Mam to kotku” | [ 113 ] |
| 2002 | JuNouMi Records EP Vol.2              | 2cztery7, Pezet, Lerek – „Pieprzyć szary beton” | [ 114 ] |
| 2003 | JuNouMi Records EP vol.3              | Pezet – „Rzuciłbym to dawno” | [ 115 ] |
| 2003 | Klan CD#33                            | DizkretPraktik, Pezet, Stasiak – „Jedno życie” | [ 116 ] |
| 2003 | Konkret Presents                      | Dizkret, Pezet, 2cztery7 – „Jedno życie” Pezet, Grammatik, Małolat – „Rap robie” Pezet – „Seniorita” Pezet, Flexxip – „Oczy otwarte” | [ 117 ] |
| 2003 | Nakręceni, czyli szołbiznes po polsku | Pezet – „Bez twarzy” (Kociołek Remix) | [ 118 ] |
| 2004 | Road Hip Hop 2004                     | Pezet, Stasiak, Dizkret – „Jedno życie” (Remix) | [ 119 ] |
| 2004 | Popcorn – Hip Hop Mania 3             | Pezet, Flexxip – „Oczy otwarte” | [ 120 ] |
| 2004 | Popcorn – Hip Hop Mania 4             | Pezet, Eis, Ten Typ Mes – „W szponach melanżu” | [ 121 ] |
| 2005 | Road Hip Hop 2005                     | Pezet – „Myśli” | [ 122 ] |
| 2005 | U ciebie w mieście 2                  | Vienio i Pele, Foster, Pezet, Ero, O.S.T.R., Lil Dap – „U ciebie w mieście 2” Vienio i Pele, Foster, Pezet, Ero, O.S.T.R., Lil Dap – „U ciebie w mieście 2” (Waco Remix) Pezet – „Siedem dni” (Romek Remix) Vienio i Pele, Foster, Pezet, Ero, O.S.T.R., Lil Dap – „U ciebie w mieście 2” (DJ Seb Remix) | [ 123 ] |
| 2005 | Eska Squad 3                          | Sidney Polak, Pezet – „Otwieram wino” | [ 124 ] |
| 2005 | EmbargoNagrania: Muzyka miejska Cz.1  | Praktik, Pezet, Ten Typ Mes – „Kilka lat później” | [ 125 ] |
| 2006 | Waco Records Sampler 2006 Vol.1       | Hardkorowe Brzmienie, Pezet, Waco – „Czego ci brak” | [ 126 ] |
| 2010 | Prosto Mixtape 600V                   | Pezet, Pono – „Ty to jesteś...” Felipe, VNM, WWO, Pezet, Brahu, Numer Raz, Eldo – „I żeby było normalnie” | [ 127 ] |
| 2011 | Grube jointy 2: karani za nic         | DJ 600V, Pezet, DJ Kebs – „Sprawa w toku” | [ 128 ] |
| 2012 | Prosto Mixtape Kebs                   | VNM, Rak Raczej, Wezu, Juras, MadMajk, Diox, Brahu, Sokol, Pezet – „Życie wypisane na twarzy” | [ 129 ] |
| 2015 | Prosto Mixtape IV                     | Pezet, Ńemy, 2sty – „Niedopowiedzenia Prosto Remix” | [ 130 ] |

### Gościnne występy
| Rok  | Album                                                | Utwór                                                                                                   | Źródło  |
| ---- | ---------------------------------------------------- | --- | ------- |
| 1999 | O$ka – Kompilacja                                    | „Ponad wszystko” (gościnnie: Małolat, Pezet)                                                            | [ 131 ] |
| 2000 | Grammatik – Światła miasta                           | „Nie ma czasu pomysleć” (gościnnie: Pezet)                                                              | [ 132 ] |
| 2000 | ZWR – Sprawy sedno                                   | „Nie noszę złota” (gościnnie: Fabio, Pezet) „Nie żałuję” (gościnnie: Pezet, Jasiek, Małolat, Nicer)     | [ 133 ] |
| 2001 | O$ka – Kompilacja 2                                  | „Nie musisz robić” (gościnnie: Pezet, Małolat, Dizkret)                                                 | [ 134 ] |
| 2001 | Eldo – Opowieść o tym, co tu dzieje się naprawdę     | „Gotów na bitwę” (gościnnie: Dizkret, Pezet)                                                            | [ 135 ] |
| 2001 | Elemer – Poszło w biznes                             | „Klik-klik” (gościnnie: Pezet) „Klik-klik (Bardzo Gorący Mix)” (gościnnie: Pezet)                       | [ 136 ] |
| 2001 | Lari Fari – Dusza                                    | „Miłość w moim mieście” (gościnnie: Pezet)                                                              | [ 137 ] |
| 2001 | Paresłów – Galaktao                                  | „W miejskim tłoku ginąc” (gościnnie: Pezet, Wujlok, Dizkret)                                            | [ 138 ] |
| 2001 | Stare Miasto – Minuty                                | „Nigdy” (gościnnie: Pezet) „Powrót do esencji” (gościnnie: Eldo, Pezet) „Porównania” (gościnnie: Pezet) | [ 139 ] |
| 2001 | Waco – Świeży materiał                               | „Przyjdź na chwilę” (gościnnie: Dizkret, Pezet)                                                         | [ 140 ] |
| 2002 | White House – Kodex                                  | „Oczy otwarte” (gościnnie: Pezet, Flexxip)                                                              | [ 141 ] |
| 2002 | Red – Al-Hub                                         | „Azizi” (gościnnie: Pezet)                                                                              | [ 142 ] |
| 2002 | O.S.T.R. – Tabasko                                   | „Echo miasta” (gościnnie: Pezet)                                                                        | [ 143 ] |
| 2002 | Flexxip – Flexxip                                    | „El ej” (gościnnie: Pezet, Dizkret)                                                                     | [ 144 ] |
| 2002 | Dizkret, Praktik – IQ                                | „Jedno życie” (gościnnie: Stasiak, Pezet)                                                               | [ 145 ] |
| 2003 | Eis – Gdzie jest Eis?                                | „W szponach melanżu” (gościnnie: Pezet, Ten Typ Mes)                                                    | [ 146 ] |
| 2003 | Onar, O$ka – Wszystko co mogę mieć                   | „Letniak 2” (gościnnie: Pezet) „Właśnie dla mnie” (gościnnie: Pezet)                                    | [ 147 ] |
| 2004 | Mały Esz Esz – Bez zabezpieczeń                      | „Znajdź odpowiedź” (gościnnie: Pezet)                                                                   | [ 148 ] |
| 2004 | Pih – Krew, pot i łzy                                | „Miazga” (gościnnie: Ten Typ Mes, Pezet)                                                                | [ 149 ] |
| 2004 | Sidney Polak – Sidney Polak                          | „Otwieram wino” (gościnnie: Pezet) „Radio Warszawa” (gościnnie: Pezet, Reggaenerator)                   | [ 150 ] |
| 2004 | DJ 600V – Style (operacja zrób to głośniej)          | „Nie słuchać przed 3005” (gościnnie: Pezet)                                                             | [ 151 ] |
| 2004 | O$ka – Przez $ jak...                                | „Czas to zmienić” (gościnnie: Pezet, Stasiak)                                                           | [ 152 ] |
| 2004 | Onar – Osobiście                                     | „04 to już nie 95” (gościnnie: Pezet)                                                                   | [ 153 ] |
| 2004 | Praktik – Dobra częstotliwość                        | „Biznes” (gościnnie: Pezet) „Kilka lat później” (gościnnie: Pezet, Ten Typ Mes)                         | [ 154 ] |
| 2005 | Wdowa – Braggacadabra                                | „Oddech bloków” (gościnnie: Pezet)                                                                      | [ 155 ] |
| 2005 | Pelson – Sensi                                       | „Kiedyś” (gościnnie: Pezet)                                                                             | [ 156 ] |
| 2005 | Małolat & Ajron – W pogoni za lepszej jakości życiem | „Trzeba żyć” (gościnnie: Pezet)                                                                         | [ 157 ] |
| 2006 | Hardkorowe Brzmienie – Mamy to co chcemy             | „Czego ci brak” (gościnnie: Pezet, Waco)                                                                | [ 158 ] |
| 2006 | Kali – 2002–2004                                     | „Jestem tu tylko dla” (gościnnie: Pezet, Lerek, Rembol)                                                 | [ 159 ] |
| 2007 | Beatowsky – Beatowsky                                | „Trochę oldschoolu” (gościnnie: Pezet, Chubb Rock)                                                      | [ 160 ] |
| 2007 | Onar – Pod Prąd                                      | „Daj mi przeżyć” (gościnnie: Pezet/Małolat)                                                             | [ 161 ] |
| 2008 | Molesta Ewenement – Molesta i kumple                 | „Mówię nie” (gościnnie: Ten Typ Mes, Pezet, DJ.B)                                                       | [ 162 ] |
| 2008 | Fokus – Alfa i Omega                                 | „Sekrety” (gościnnie: Pezet)                                                                            | [ 163 ] |
| 2009 | Sidney Polak – Cyfrowy styl życia                    | „Ostatni dźwięk” (gościnnie: Isa, Pezet)                                                                | [ 164 ] |
| 2009 | Donguralesko i Matheo – Inwazja porywaczy ciał       | „Wznieście ręce w powietrze” (gościnnie: Pezet)                                                         | [ 165 ] |
| 2009 | Onar – Jeden na milion                               | „Ręce do góry!!! (Bonus Remix)” (gościnnie: Pezet)                                                      | [ 166 ] |
| 2010 | Buczer – Podejrzany o rap vol. 2                     | „List do boga” (gościnnie: Pezet, Gabi, Ras Luta)                                                       | [ 167 ] |
| 2010 | Tede – FuckTede/Glam Rap                             | „Muzyka miejska” (gościnnie: Pezet, Seta)                                                               | [ 168 ] |
| 2010 | Pih – Dowód rzeczowy nr 1                            | „Śniadanie mistrzów” (gościnnie: Pezet, Peja)                                                           | [ 169 ] |
| 2011 | VNM – De Nekst Best                                  | „Cypher” (gościnnie: Pezet, Ten Typ Mes, Pyskaty)                                                       | [ 170 ] |
| 2011 | Diox & The Returners – Logika gry                    | „Muzyka podwórkowa” (gościnnie: Pezet)                                                                  | [ 171 ] |
| 2011 | Chada – WGW                                          | „Niesiemy prawdę” (gościnnie: Jarecki, Hukos, Sitek, Pezet, Pih, DonGuralEsko)                          | [ 172 ] |
| 2011 | KrzyHu – Zeszyt outsidera                            | „Chillout” (gościnnie: Pezet, Michał Grobelny, Angelika Anozie)                                         | [ 173 ] |
| 2012 | Bosski Roman – Krak 4                                | „To nasza muzyka” (gościnnie: P.A.F.F, Virus Syndicate, Pezet)                                          | [ 174 ] |
| 2012 | Franek – Dalej                                       | „Jestem zły” (gościnnie: Pezet)                                                                         | [ 175 ] |
| 2012 | Zjawin – Wszystko jedno                              | „Zostawić Cię” (gościnnie: Pezet, Flow) „Ostatni dźwięk” (Remix) (gościnnie: Isa, Pezet)                | [ 176 ] |
| 2012 | Chada – Jeden z Was                                  | „Jest nas dwóch” (gościnnie: Pezet)                                                                     | [ 177 ] |
| 2012 | Slums Attack – CNO2                                  | „Ideologia bloków” (gościnnie: Pezet)                                                                   | [ 178 ] |
| 2012 | Pokahontaz – Rekontakt                               | „Niemiłość” (gościnnie: Pezet)                                                                          | [ 179 ] |
| 2012 | Donatan – Równonoc. Słowiańska dusza                 | „Budź się” (gościnnie: Donguralesko, Pezet, Pih)                                                        | [ 180 ] |
| 2012 | Czarny HIFI – Niedopowiedzenia                       | „Niedopowiedzenia” (gościnnie: Pezet)                                                                   | [ 181 ] |
| 2012 | Mixtura – Duch w maszynie                            | „Piętno” (gościnnie: Pezet)                                                                             | [ 182 ] |
| 2013 | Gruby Mielzky – 1.5                                  | „Nie słyszysz” (gościnnie: Pezet)                                                                       | [ 183 ] |
| 2013 | Kacezet & Fundamenty – Dziennik kapitana cz.1        | „Niebyt” (gościnnie: Pezet)                                                                             | [ 184 ] |
| 2013 | Flint – Stary, dobry Flint                           | „Desiderata” (gościnnie: Pezet)                                                                         | [ 185 ] |
| 2013 | Miuosh, Onar – Nowe światło                          | „Jest wysoko” (gościnnie: Pezet)                                                                        | [ 186 ] |
| 2013 | DJ. B, Szczur – Zaraza                               | „Dom zły” (gościnnie: Pezet, Juras, Sokół)                                                              | [ 187 ] |
| 2013 | Wuzet – Własne zdanie                                | „Dupy i hajs” (gościnnie: Pezet)                                                                        | [ 188 ] |
| 2014 | Pih – Kino nocne                                     | „Śniadanie mistrzów 2” (gościnnie: Pezet, Peja)                                                         | [ 189 ] |
| 2015 | Małolat – Więcej                                     | „Nieodwracalne” (gościnnie: Pezet, Had Hades)                                                           | [ 190 ] |
| 2016 | Onar – Zachrypnięte gardło                           | „Szelest” (gościnnie Pezet, Ero)                                                                        | [ 191 ] |
| 2017 | Otsochodzi – Nowy Kolor                              | „AHA” (gościnnie: Pezet)                                                                                | [ 192 ] |
| 2018 | Onar – Czyste buty, brudne serce                     | „Equipment” (gościnnie: Pezet, Bilon)                                                                   | [ 193 ] |
| 2018 | Hemp Gru – Eter                                      | „Życie Warszawy2” (gościnnie: Małach, Parzel, Onar, Kaczy, Siwers, Sokół, Pezet, Proceente, Rufuz)      | [ 194 ] |
| 2018 | Bonus RPK – Technik Pasjonat                         | „Zepsuty Klimat” (gościnnie: Reto, Pezet)                                                               | [ 195 ] |
| 2018 | Włodi – Osad                                         | „Statera” (gościnnie: Pezet)                                                                            | [ 196 ] |
| 2019 | Taco Hemingway – POCZTÓWKA Z WWA, LATO '19           | „ANTYSMOGOWA MASKA W MOIM CARRY-ON BAGGAGE” (gościnnie: Pezet)                                          |         |
| 2019 | Kali – Droga Koguta                                  | „Wutang” (gościnnie: Pezet, Sokół)                                                                      |         |
| 2020 | Kafar Dixon37 – Panaceum 3: Czarno na białym         | „Krocz inną drogą – Kid” (gościnnie: Peja, Pezet, T. Lipnicki)                                          |         |
| 2020 | Rasmentalism – Geniusz                               | „Góra dół góra dół” (gościnnie: schafter, Pezet)                                                        |         |
| 2020 | BIAŁY TUNEL                                          | „Cierp” (gościnnie: Pezet, Frosti Rege)                                                                 |         |
| 2020 | Białas – H8M5                                        | „Swoosh Gang” (gościnnie: Pezet)                                                                        |         |
| 2021 | PRO8L3M – Fight Club                                 | „Nascar” (gościnnie: Pezet, CatchUp)                                                                    |         |
| 2021 | Peja – Ricardo                                       | „Smak życia” (gościnnie: Pezet)                                                                         | [ 197 ] |
| 2021 | Szczyl – Polska Floryda                              | „Fenomenalny” (gościnnie: Pezet)                                                                        | [ 198 ] |
| 2021 | Sokół – NIC                                          | „Na cały świat” (gościnnie: Quebonafide, Pezet)                                                         | [ 199 ] |
| 2022 | Drużyna 2115 – RODZINNY BIZNES                       | „CATALINA” (gościnnie: Pezet)                                                                           |         |

## Teledyski
| Rok  | Utwór                                                                                  | Reżyseria                   | Album                               | Źródło  |
| ---- | -------------------------------------------------------------------------------------- | --------------------------- | ----------------------------------- | ------- |
| 2002 | „Re-fleksje”                                                                           | –                           | Muzyka klasyczna                    | [ 200 ] |
| 2002 | „Seniorita (Gorąca krew)”                                                              | –                           | Muzyka klasyczna                    | [ 201 ] |
| 2004 | „Nie jestem dawno”                                                                     | Filip Kabulski              | Muzyka poważna                      | [ 202 ] |
| 2004 | „Szósty zmysł”                                                                         | Filip Kabulski, Kobas Laksa | Muzyka poważna                      | [ 203 ] |
| 2005 | „W branży”                                                                             | –                           | Muzyka poważna                      | [ 204 ] |
| 2007 | „Na tym osiedlu” (gościnnie: Onar)                                                     | –                           | Muzyka rozrywkowa                   | [ 205 ] |
| 2007 | „Noc i dzień” (gościnnie: Małolat, Fame District)                                      | Grupa 13                    | Muzyka rozrywkowa                   | [ 206 ] |
| 2008 | „Gdyby miało nie być jutra”                                                            | Grupa 13                    | Muzyka rozrywkowa                   | [ 207 ] |
| 2010 | „Nagapiłem się” (gościnnie: Małpa)                                                     | LetEmKnow                   | Dziś w moim mieście                 | [ 208 ] |
| 2010 | „Dziś w moim mieście” (gościnnie: Grizzulah)                                           | 44 kHz                      | Dziś w moim mieście                 | [ 209 ] |
| 2011 | „Dopamina”                                                                             | Dwaem Media Group           | Dziś w moim mieście                 | [ 210 ] |
| 2011 | „Niewiadomo”                                                                           | –                           | –                                   | [ 211 ] |
| 2011 | „Co mam powiedzieć”                                                                    | 2 DajREKTORS                | Radio Pezet. Produkcja Sidney Polak | [ 212 ] |
| 2012 | „Noc jest dla mnie” (gościnnie: Fokus)                                                 | Film-A-Lot Productions      | Radio Pezet. Produkcja Sidney Polak | [ 213 ] |
| 2012 | „Jestem sam”                                                                           | R5 Film                     | Live in 1500m2                      | [ 214 ] |
| 2012 | „Miejski Sound (City Remix)”                                                           | Iwona Bielecka              | –                                   | [ 215 ] |
| 2012 | „Chmura”                                                                               | Letemknow                   | –                                   | [ 216 ] |
| 2012 | „Supergirl”                                                                            | Florian Malak               | Radio Pezet. Produkcja Sidney Polak | [ 217 ] |
| 2012 | „Supergirl” (Auer remix)                                                               | Florian Malak               | Radio Pezet. Produkcja Sidney Polak | [ 218 ] |
| 2012 | „Zaalarmuj” (Live in Stodoła)                                                          | mixtape.com.pl              | –                                   | [ 219 ] |
| 2012 | „Noc jest dla mnie” (gościnnie: Fokus)                                                 | Film-A-Lot Productions      | Radio Pezet. Produkcja Sidney Polak | [ 220 ] |
| 2013 | „Slang 2”                                                                              | –                           | Radio Pezet. Produkcja Sidney Polak | [ 221 ] |
| 2013 | „Lojalność?” (PLN.BE?TZ Remix)                                                         | –                           | Muzyka rozrywkowa (reedycja)        | [ 222 ] |
| 2013 | „Lojalność?” (Szogun Remix, gościnnie: Flint)                                          | –                           | Muzyka rozrywkowa (reedycja)        | [ 223 ] |
| 2013 | „Lojalność?” (PLN.BE?TZ Remix, gościnnie: Wuzet)                                       | –                           | Muzyka rozrywkowa (reedycja)        | [ 224 ] |
| 2013 | „Lojalność?” (Sempu Remix, gościnnie: Żaru)                                            | –                           | Muzyka rozrywkowa (reedycja)        | [ 225 ] |
| 2013 | „Ostatni Track”                                                                        | Jakub Kempny (Neue Modell)  | –                                   | [ 226 ] |
| 2015 | „Byłem” (gościnnie: Aś)                                                                | Florian Malak               | Radio Pezet. Produkcja Sidney Polak | [ 227 ] |
| 2016 | „Co jest ze mną nie tak” (oraz Czarny HIFI)                                            | Łukasz Grzegorzek           | –                                   | [ 228 ] |
| 2018 | „Droga”                                                                                | Andiamo                     | –                                   | [ 229 ] |
|      | Gościnnie                                                                              |                             |                                     |         |
| 2001 | Lari Fari – „Miłość w moim mieście” (gościnnie: Pezet)                                 | –                           | Dusza                               | [ 230 ] |
| 2011 | Chada – „Niesiemy prawdę” (gościnnie: Hukos, Sitek, Pezet, Pih, Donguralesko, Jarecki) | Dirt Video                  | WGW                                 | [ 231 ] |
| 2012 | Donatan – „Budź się” (gościnnie: Donguralesko, Pezet, Pih)                             | Piotr Smoleński             | Równonoc. Słowiańska dusza          | [ 232 ] |
| 2013 | DJ. B, Szczur – „Dom zły” (gościnnie: Sokół, Pezet, Juas)                              | Krzysztof Kiziewicz         | Zaraza                              | [ 233 ] |
| 2012 | Mixtura – „Piętno” (gościnnie: Pezet)                                                  | Grupa 13                    | Duch w maszynie                     | [ 234 ] |
| 2012 | Pokahontaz – „Niemiłość” (gościnnie: Pezet)                                            | Holeinmoon                  | Rekontakt                           | [ 235 ] |
| 2013 | Gruby Mielzky – „Nie słyszysz” (gościnnie: Pezet)                                      | Smoła Studio                | 1.5                                 | [ 236 ] |
| 2013 | Flint – „Desiderata” (gościnnie: Pezet)                                                | Damian Michalak             | Stary, dobry Flint                  | [ 237 ] |
| 2013 | Miuosh, Onar – „Jest wysoko” (gościnnie: Pezet)                                        | Paweł Grabowski             | Nowe światło                        | [ 238 ] |
| 2014 | Borixon – „S.O.S.” (gościnnie: Pezet)                                                  | Kazimierz Zbąski            | New Bad Life                        | [ 239 ] |
| 2018 | Onar – „Equipment” (gościnnie: Pezet, Bilon)                                           | WOW PICTURES                | Czyste buty, brudne serce           | [ 193 ] |
|      | Inne                                                                                   |                             |                                     |         |
| 2010 | Felipe, VNM, Jędker, Pezet, Sokół, Brahu, Numer Raz, Eldo – „I żeby było normalnie”    | 1cell                       | Prosto Mixtape 600V                 | [ 240 ] |
| 2011 | Numer Raz, Pyskaty, Onar, Sokół, Pezet – „A pamiętasz jak?”                            | LetEmKnow                   | A pamiętasz jak? (singel)           | [ 241 ] |
| 2013 | Flint, Zaginiony, Żaru, Pepe Skuad, Wuzet, Małolat, Pezet – „Głód”                     | –                           | –                                   | [ 242 ] |

## Nagrody i wyróżnienia
| Rok  | Kategoria | Nagroda                                   | Uwagi      | Źródło  |
| ---- | --- | ----------------------------------------- | ---------- | ------- |
| 2004 | Album Roku Hip-hop/R&B (Muzyka poważna)                                                                         | Fryderyk                                  | Nominacja  | [ 6 ]   |
| 2005 | Polska płyta roku (Muzyka poważna)                                                                              | Plebiscyt WuDoo/Hip-Hop.pl                | 3. miejsce | [ 243 ] |
| 2005 | Polski singiel roku („Szósty zmysł”)                                                                            | Plebiscyt WuDoo/Hip-Hop.pl                | 2. miejsce | [ 243 ] |
| 2007 | Nagroda publiczności – teledysk do muzyki hip-hop (Pezet – „Noc i dzień rmx” gościnnie: Małolat, Fame District) | Yach Film                                 | Nominacja  | [ 244 ] |
| 2008 | Polska płyta roku (Muzyka rozrywkowa)                                                                           | Plebiscyt WuDoo/Hip-Hop.pl                | 2. miejsce | [ 243 ] |
| 2008 | Polski wykonawca roku                                                                                           | Plebiscyt WuDoo/Hip-Hop.pl                | 3. miejsce | [ 243 ] |
| 2008 | Polski singiel roku („Noc i dzień”)                                                                             | Plebiscyt WuDoo/Hip-Hop.pl                | Nominacja  | [ 245 ] |
| 2008 | Album Roku Hip-hop/R&B (Muzyka rozrywkowa)                                                                      | Fryderyk                                  | Nominacja  | [ 7 ]   |
| 2011 | Polski wykonawca roku                                                                                           | Plebiscyt WuDoo/Hip-Hop.pl                | Nominacja  | [ 246 ] |
| 2011 | Polski singiel roku („Nagapiłem się”)                                                                           | Plebiscyt WuDoo/Hip-Hop.pl                | Nominacja  | [ 247 ] |
| 2011 | Polska płyta roku (Dziś w moim mieście)                                                                         | Plebiscyt WuDoo/Hip-Hop.pl                | Nominacja  | [ 248 ] |
| 2011 | Teledysk roku (Felipe, VNM, Jędker, Pezet, Sokół, Brahu, Numer Raz, Eldo – „I żeby było normalnie”)             | Viva Comet Awards                         | Nominacja  | [ 249 ] |
| 2012 | Artysta Roku | Viva Comet Awards                         | Nominacja  | [ 250 ] |
| 2012 | Polski singiel roku („Co mam powiedzieć”)                                                                       | Plebiscyt WuDoo/Hip-Hop.pl                | Nominacja  | [ 251 ] |
| 2012 | Najlepszy Polski Wykonawca                                                                                      | MTV Europe Music Awards                   | Nominacja  | [ 252 ] |
| 2012 | Cyber Yach („Supergirl”)                                                                                        | Yach Film                                 | Wygrana    | [ 253 ] |
| 2013 | Polski singiel roku („Supergirl”)                                                                               | Plebiscyt WuDoo/Hip-Hop.pl                | Nominacja  | [ 254 ] |
| 2013 | Polska płyta roku (Radio Pezet)                                                                                 | Plebiscyt WuDoo/Hip-Hop.pl                | Nominacja  | [ 255 ] |
| 2013 | Teledysk roku („Slang 2”)                                                                                       | „Nocne Marki” Plebiscyt Magazynu Aktivist | Nominacja  | [ 256 ] |
| 2017 | Polski singiel roku („Co jest ze mną nie tak”)                                                                  | Plebiscyt WuDoo/Hip-Hop.pl                | Nominacja  | [ 257 ] |